# Hästskotjärnen (Jörns socken, Västerbotten, 724342-170898)
Hästskotjärnen är en sjö i Skellefteå kommun i Västerbotten och ingår i Kågeälvens huvudavrinningsområde.